# Castelo Crichton

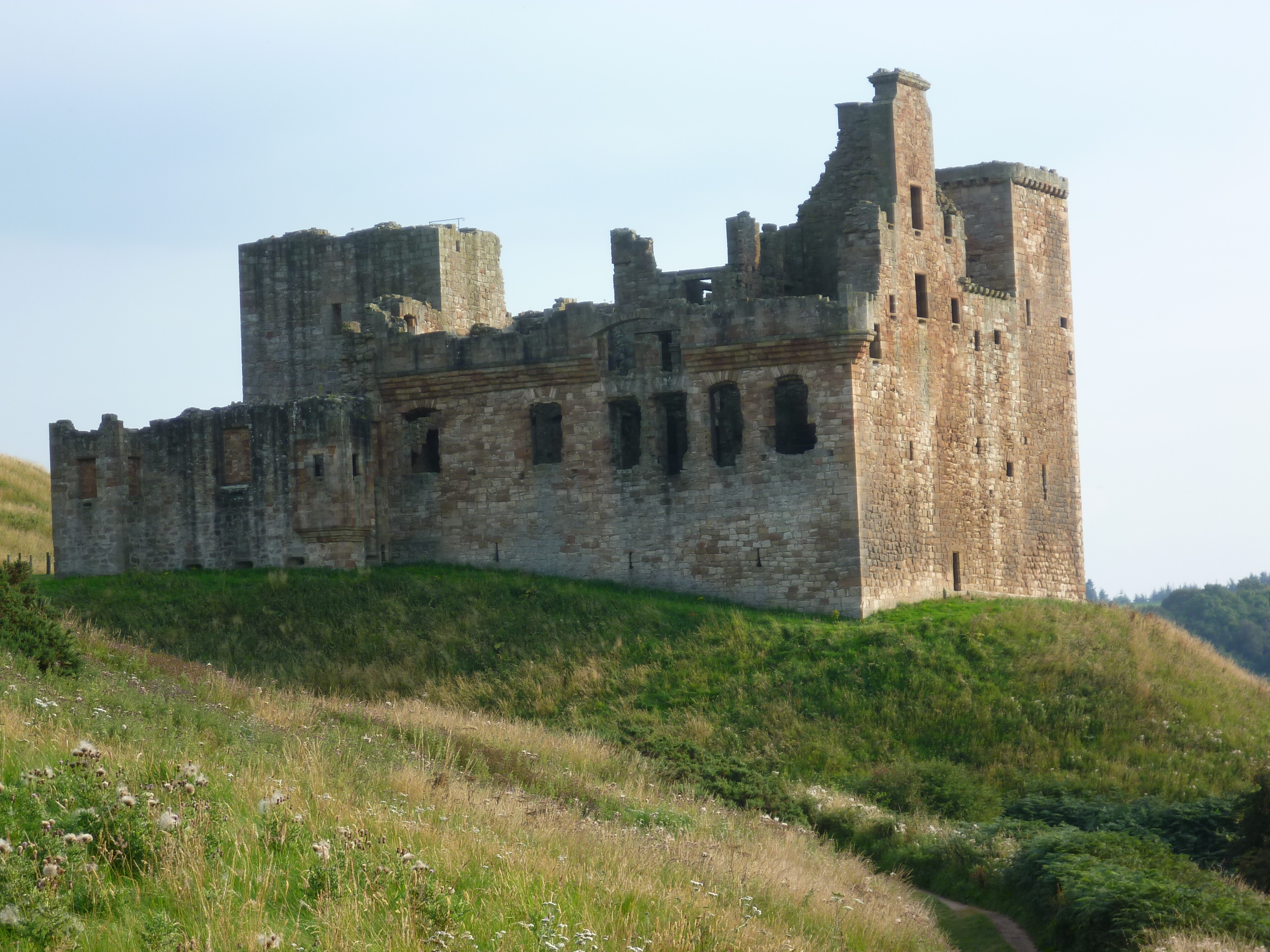
Ruínas do Castelo Crichton, Escócia.

O Castelo Crichton (em língua inglesa Crichton Castle) é um castelo atualmente em ruínas localizado em Midlothian, Escócia.
Encontra-se classificado na categoria "A" do "listed building" desde 22 de janeiro de 1971.